# Сполучені Штати Америки на зимових Паралімпійських іграх 2018
США на XII зимових Паралімпійських іграх, які проходили у 2018 році у південнокорейському Пхьончхані, була представлена 69 спортсменами у всіх видах спорту (23 спортсмени у гірськолижному спорті, 17 — у следж-хокеї, 23 — у лижних перегонах і біатлоні, 5 — у керлінгу на візках та 14 у сноубордингу). Прапороносцем на церемонії відкриття був сноубордист Майк Шульц, а на церемонії закриття — лижниця Оксана Мастерс. Американські атлети завоювали 36 медалей — 13 золотих, 15 срібних та 8 бронзових. Збірна США зайняла неофіційне 1 загальнокомандне залікове місце.

## Медалісти
| Медаль            | Призер | Вид спорту          | Дисципліна                               |      |
| ----------------- | --- | ------------------- | ---------------------------------------- | ---- |
| Золото            | Ендрю Курка | Гірськолижний спорт | Чоловіки: швидкісний спуск, сидячи       |      |
| Золото            | Даніель Кноссен | Біатлон             | Чоловіки: 7,5 км, сидячи                 |      |
| Золото            | Кендал Гретш | Біатлон             | Жінки: 6 км, сидячи                      |      |
| Золото            | Кендал Гретш | Лижні перегони      | Жінки: 12 км, сидячи                     |      |
| Золото            | Майк Шульц | Сноубординг         | Чоловіки: сноуборд-крос SB-LL1           |      |
| Золото            | Бренна Гаккабі | Сноубординг         | Жінки: сноуборд-крос SB-LL1              |      |
| Золото            | Ендрю Соул | Лижні перегони      | Чоловіки: спринт 1,5 км класичним стилем |      |
| Золото            | Оксана Мастерс | Лижні перегони      | Жінки: спринт 1,5 км класичним стилем    |      |
| Золото            | Ноа Елліот | Сноубординг         | Чоловіки: слалом SB-LL1                  |      |
| Золото            | Майк Мінор | Сноубординг         | Чоловіки: слалом SB-UL                   |      |
| Золото            | Бренна Гаккабі | Сноубординг         | Жінки: слалом SB-LL1                     |      |
| Золото            | \| Ральф Деквебек \| \| Деклан Фермер \| \| \| \| Броуді Ройбол \| \| Адам Пейдж \| \| \| \| Білл Ганнінг мол. \| \| Ноа Гров \| \| \| \| Джек Воллас \| \| Ріко Роман \| \| \| \| Додсон Травсіс \| \| Джош Місевіч \| \| \| \| Тайлер Керрон \| \| Джош Полс \| \| \| \| Люк Макдермотт \| \| Джен Лі \| \| \| \| Нікко Ландерос \| \| Стів Кеш \| \| \| \| \| \| Кевін Маккі \| \| \| | Следж-хокей         | Следж-хокей                              |      |
| Срібло            | Оксана Мастерс | Біатлон             | Жінки: 6 км, сидячи                      |      |
| Срібло            | Ендрю Курка | Гірськолижний спорт | Чоловіки: супергігант, сидячи            |      |
| Срібло            | Даніель Кноссен | Лижні перегони      | Чоловіки: 15 км, сидячи                  |      |
| Срібло            | Кайт Гейбел | Сноубординг         | Чоловіки: сноуборд-крос SB-LL2           |      |
| Срібло            | Емі Парді | Сноубординг         | Жінки: сноуборд-крос SB-LL1              |      |
| Срібло            | Даніель Кноссен | Біатлон             | Чоловіки: 12,5 км, сидячи                | 13}} |
| Срібло            | Тайлер Волкер | Гірськолижний спорт | Чоловіки: гігантський слалом             |      |
| Срібло            | Даніель Кноссен | Біатлон             | Чоловіки: 15 км, сидячи                  |      |
| Срібло            | Оксана Мастерс | Біатлон             | Жінки: 12,5 км, сидячи                   |      |
| Срібло            | Майк Шульц | Сноубординг         | Чоловіки: слалом SB-LL1                  |      |
| Срібло            | Еван Стронг | Сноубординг         | Чоловіки: слалом SB-LL2                  |      |
| Срібло            | Бріттані Курі | Сноубординг         | Жінки: слалом SB-LL2                     |      |
| Бронза            | Лорі Стефенс | Гірськолижний спорт | Жінки: швидкісний спуск, сидячи          |      |
| Бронза            | Оксана Мастерс | Лижні перегони      | Жінки: 12 км, сидячи                     |      |
| Бронза            | Ноа Елліот | Сноубординг         | Чоловіки: сноуборд-крос SB-LL1           |      |
| Бронза            | Майк Мінор | Сноубординг         | Чоловіки: сноуборд-крос SB-UL            |      |
| Бронза            | Ендрю Соул | Біатлон             | Чоловіки: 12,5 км, сидячи                |      |
| Бронза            | Даніель Кноссен | Лижні перегони      | Чоловіки: спринт 1,5 км класичним стилем |      |
| Бронза            | Емі Парді | Сноубординг         | Жінки: слалом SB-LL1                     |      |
| Ральф Деквебек    | | Деклан Фермер       |                                          |      |
| Броуді Ройбол     | | Адам Пейдж          |                                          |      |
| Білл Ганнінг мол. | | Ноа Гров            |                                          |      |
| Джек Воллас       | | Ріко Роман          |                                          |      |
| Додсон Травсіс    | | Джош Місевіч        |                                          |      |
| Тайлер Керрон     | | Джош Полс           |                                          |      |
| Люк Макдермотт    | | Джен Лі             |                                          |      |
| Нікко Ландерос    | | Стів Кеш            |                                          |      |
|                   | | Кевін Маккі         |                                          |      |

| Ральф Деквебек    |  | Деклан Фермер |  |  |
| Броуді Ройбол     |  | Адам Пейдж    |  |  |
| Білл Ганнінг мол. |  | Ноа Гров      |  |  |
| Джек Воллас       |  | Ріко Роман    |  |  |
| Додсон Травсіс    |  | Джош Місевіч  |  |  |
| Тайлер Керрон     |  | Джош Полс     |  |  |
| Люк Макдермотт    |  | Джен Лі       |  |  |
| Нікко Ландерос    |  | Стів Кеш      |  |  |
|                   |  | Кевін Маккі   |  |  |

| Медалі за видом спорту | Медалі за видом спорту | Медалі за видом спорту | Медалі за видом спорту | Медалі за видом спорту |
| ---------------------- | ---------------------- | ---------------------- | ---------------------- | ---------------------- |
| Вид спорту             | 1                      | 2                      | 3                      | Разом                  |
| Лижні перегони         | 3                      | 1                      | 2                      | 6                      |
| Сноубординг            | 5                      | 5                      | 3                      | 13                     |
| Біатлон                | 2                      | 4                      | 1                      | 7                      |
| Гірськолижний спорт    | 1                      | 2                      | 1                      | 4                      |
| Следж-хокей            | 1                      | 0                      | 0                      | 1                      |
| Разом                  | 13                     | 15                     | 8                      | 36                     |

| Медалі за датою | Медалі за датою | Медалі за датою | Медалі за датою | Медалі за датою | Медалі за датою |
| --------------- | --------------- | --------------- | --------------- | --------------- | --------------- |
| День            | Дата            | 1               | 2               | 3               | Разом           |
| 1               | Березень, 10    | 3               | 1               | 1               | 5               |
| 2               | Березень, 11    | 1               | 2               | 1               | 4               |
| 3               | Березень, 12    | 2               | 2               | 2               | 6               |
| 4               | Березень, 13    | 0               | 1               | 1               | 2               |
| 5               | Березень, 14    | 2               | 1               | 1               | 4               |
| 6               | Березень, 15    | 0               | 0               | 0               | 0               |
| 7               | Березень, 16    | 3               | 5               | 1               | 9               |
| 8               | Березень, 17    | 1               | 3               | 1               | 5               |
| 9               | Березень, 18    | 1               | 0               | 0               | 1               |
| Разом           | Разом           | 13              | 15              | 8               | 36              |

| Медалі за статтю | Медалі за статтю | Медалі за статтю | Медалі за статтю | Медалі за статтю | Медалі за статтю |
| ---------------- | ---------------- | ---------------- | ---------------- | ---------------- | ---------------- |
| Стать            | 1                | 2                | 3                | Разом            | Співвідношення   |
| Female           | 5                | 4                | 3                | 12               | 40 %             |
| Male             | 6                | 8                | 4                | 18               | 60 %             |
| Mixed            | 0                | 0                | 0                | 0                | 0.0 %            |
| Разом            | 13               | 15               | 8                | 36               | 100 %            |

| Багаторазові призери | Багаторазові призери    | Багаторазові призери | Багаторазові призери | Багаторазові призери | Багаторазові призери | Багаторазові призери |
| -------------------- | ----------------------- | -------------------- | -------------------- | -------------------- | -------------------- | -------------------- |
| Спортсмен            | Вид спорту              | 1                    | 2                    | 3                    | Разом                |                      |
| Даніель Кноссен      | Біатлон, Лижні перегони | 1                    | 3                    | 1                    | 5                    |                      |
| Оксана Мастерс       | Біатлон, Лижні перегони | 1                    | 2                    | 1                    | 4                    |                      |
| Кендал Гретш         | Біатлон, Лижні перегони | 2                    | 0                    | 0                    | 2                    |                      |
| Бренна Гаккабі       | Сноубординг             | 2                    | 0                    | 0                    | 2                    |                      |
| Ендрю Курка          | Гірськолижний спорт     | 1                    | 1                    | 0                    | 2                    |                      |
| Майк Шульц           | Сноубординг             | 1                    | 1                    | 0                    | 2                    |                      |
| Ноа Елліот           | Сноубординг             | 1                    | 0                    | 1                    | 2                    |                      |
| Майк Мінор           | Сноубординг             | 1                    | 0                    | 1                    | 2                    |                      |
| Ендрю Соул           | Біатлон, Лижні перегони | 1                    | 0                    | 1                    | 2                    |                      |
| Емі Парді            | Сноубординг             | 0                    | 1                    | 1                    | 2                    |                      |

## Біатлон
Чоловіки
Сидячи
| Спортсмен       | Дисципліна | Клас   | Фактор | Час       | Промахи      | Розрахунковий час | Місце |
| --------------- | ---------- | ------ | ------ | --------- | ------------ | ----------------- | ----- |
| Даніель Кноссен | 7,5 км     | LW12   | 100 %  | 23:49.7   | 1 (0+1)      | 23:49.7           | 1     |
| Даніель Кноссен | 12,5 км    | LW12   | 100 %  | 46:37.3   | 0 (0+0+0+0)  | 46:37.3           | 2     |
| Шон Галстід     | 12,5 км    | LW11,5 | 96 %   | 58:05.3   | 5 (2+0+1+2)  | 55:45.9           | 14    |
| Аарон Пайк      | 7,5 км     | LW11,5 | 96 %   | 27:20.9   | 3 (3+0)      | 26:15.3           | 12    |
| Аарон Пайк      | 12,5 км    | LW11,5 | 96 %   | 53:07.7   | 1 (0+0+0+1)  | 51:00.2           | 7     |
| Браян Прайс     | 7,5 км     | LW11,5 | 96 %   | 30:05.0   | 1 (1+0)      | 28:52.8           | 20    |
| Браян Прайс     | 12,5 км    | LW11,5 | 96 %   | 1:04:31.9 | 10 (3+1+2+4) | 1:01:57.0         | 16    |
| Ендрю Соул      | 7,5 км     | LW12   | 100 %  | 25:08.3   | 3 (3+0)      | 25:08.3           | 8     |
| Ендрю Соул      | 12,5 км    | LW12   | 100 %  | 47:08.7   | 2 (0+0+2+0)  | 47:08.7           | 3     |
| Джеремі Вагнер  | 7,5 км     | LW11,5 | 96 %   | 29:43.8   | 1 (1+0)      | 28:32.4           | 19    |

Стоячи
| Спортсмен     | Дисципліна | Class | Фактор | Час     | Промахи     | Розрахунковий час | Місце |
| ------------- | ---------- | ----- | ------ | ------- | ----------- | ----------------- | ----- |
| Руслан Райтер | 7,5 км     | LW8   | 96 %   | 23:52.9 | 4 (2+2)     | 22:55.6           | 16    |
| Руслан Райтер | 12,5 км    | LW8   | 96 %   | 45:35.3 | 4 (0+2+1+1) | 43:45.9           | 11    |

Жінки
Сидячи
| Спортсмен      | Дисципліна | Class  | Фактор | Час     | Промахи     | Розрахунковий час | Місце |
| -------------- | ---------- | ------ | ------ | ------- | ----------- | ----------------- | ----- |
| Кендал Гретш   | 6 км       | LW11,5 | 96 %   | 22:46.7 | 1 (0+1)     | 21:52.0           | 1     |
| Кендал Гретш   | 10 км      | LW11,5 | 96 %   | 46:28,5 | 3 (1+0+0+2) | 44:37.0           | 4     |
| Оксана Мастерс | 6 км       | LW12   | 100 %  | 22:14.8 | 0 (0+0)     | 22:14.8           | 2     |
| Оксана Мастерс | 10 км      | LW12   | 100 %  | DNF     | DNF         | DNF               | DNF   |
| Оксана Мастерс | 12,5км     | LW12   | 100 %  | 50:00.0 | 0 (0+0+0+0) | 50:00.0           | 2     |
| Джой Рондо     | 6 км       | LW11,5 | 96 %   | 28:59.0 | 0 (0+0)     | 27:49.4           | 14    |

## Гірськолижний спорт
Чоловіки
Сидячи
| Спортсмен      | Дисципліна         | Клас   | Спуск 1 | Спуск 2 | Разом   | Разом |
| Спортсмен      | Дисципліна         | Клас   | Спуск 1 | Спуск 2 | Час     | Місце |
| -------------- | ------------------ | ------ | ------- | ------- | ------- | ----- |
| Джасмін Бамбур | супергігант        | LW11   | DNF     | Н/Д     | DNF     | DNF   |
| Джасмін Бамбур | гігантський слалом | LW11   | 1:13,52 | DNF     | DNF     | DNF   |
| Джасмін Бамбур | слалом             | LW11   | DNF     | DNF     | DNF     | DNF   |
| Джасмін Бамбур | суперкомбінація    | LW11   | 1:31,53 | 53.69   | 2:25.22 | 12    |
| Джош Елліотт   | супергігант        | LW12-2 | DNF     | Н/Д     | DNF     | DNF   |
| Джош Елліотт   | гігантський слалом | LW12-2 | DNF     | DNF     | DNF     | DNF   |
| Джош Елліотт   | слалом             | LW12-2 | DNF     | DNF     | DNF     | DNF   |
| Джош Елліотт   | суперкомбінація    | LW12-2 | 1:27.10 | 50,58   | 2:17.68 | 6     |
| Ендрю Курка    | швидкісний спуск   | LW12-1 | 1:24.11 | Н/Д     | 1:24.11 | 1     |
| Ендрю Курка    | супергігант        | LW12-1 | 1:26.89 | Н/Д     | 1:26.89 | 2     |
| Ендрю Курка    | гігантський слалом | LW12-1 | DNF     | DNF     | DNF     | DNF   |
| Ендрю Курка    | суперкомбінація    | LW12-1 | 1:27.17 | 50,56   | 2:17.73 | 7     |
| Стівен Ловлер  | швидкісний спуск   | LW12-1 | 1:32.82 | Н/Д     | 1:32.82 | 18    |
| Стівен Ловлер  | супергігант        | LW12-1 | 1:38.33 | Н/Д     | 1:38.33 | 22    |
| Стівен Ловлер  | гігантський слалом | LW12-1 | 1:17.20 | DNF     | DNF     | DNF   |
| Тайлер Волкер  | супергігант        | LW12-1 | 1:29.10 | Н/Д     | 1:29.10 | 12    |
| Тайлер Волкер  | гігантський слалом | LW12-1 | 1:06.30 | 1:07.49 | 2:13.79 | 2     |
| Тайлер Волкер  | слалом             | LW12-1 | 49.08   | 51.47   | 1:40,55 | 2     |
| Тайлер Волкер  | суперкомбінація    | LW12-1 | 1:27.27 | DNF     | DNF     | DNF   |

Стоячи
| Спортсмен      | Дисципліна         | Class | Спуск 1 | Спуск 2 | Разом   | Разом |
| Спортсмен      | Дисципліна         | Class | Спуск 1 | Спуск 2 | Час     | Місце |
| -------------- | ------------------ | ----- | ------- | ------- | ------- | ----- |
| Тайлер Картер  | гігантський слалом | LW4   | 1:15.23 | DNF     | DNF     | DNF   |
| Тайлер Картер  | слалом             | LW4   | 1:02.22 | 1:01.08 | 2:03.30 | 19    |
| Ендрю Гараджі  | швидкісний спуск   | LW1   | 1:32.84 | Н/Д     | 1:32.84 | 18    |
| Ендрю Гараджі  | супергігант        | LW1   | 1:34.19 | Н/Д     | 1:34.19 | 24    |
| Коннор Гоган   | гігантський слалом | LW9-1 | 1:15.90 | 1:16,57 | 2:32.47 | 24    |
| Коннор Гоган   | слалом             | LW9-1 | 1:02,59 | DNS     | DNS     | DNS   |
| Джеймі Стентон | супергігант        | LW4   | 1:02,59 | Н/Д     | 1:31.31 | 17    |
| Джеймі Стентон | гігантський слалом | LW4   | 1:09.44 | 1:11.86 | 2:21.30 | 14    |
| Джеймі Стентон | слалом             | LW4   | 48,51   | 48.86   | 1:37.37 | 3     |
| Джеймі Стентон | суперкомбінація    | LW4   | 1:29.80 | 46.75   | 2:16,55 | 4     |
| Томас Волш     | супергігант        | LW4   | 1:30.38 | Н/Д     | 1:30.38 | 13    |
| Томас Волш     | гігантський слалом | LW4   | 1:08.92 | 1:07.39 | 2:16.31 | 7     |
| Томас Волш     | слалом             | LW4   | 49.33   | 52.87   | 1:42.20 | 5     |
| Томас Волш     | суперкомбінація    | LW4   | 1:29.13 | DNF     | DNF     | DNF   |
| Спенсер Вуд    | гігантський слалом | LW4   | 1:16.45 | 1:16,54 | 2:32.99 | 25    |
| Спенсер Вуд    | слалом             | LW4   | 1:00.39 | DNF     | DNF     | DNF   |

З вадами зору
| Спортсмен                                 | Дисципліна         | Class | Спуск 1 | Спуск 2 | Разом   | Разом |
| Спортсмен                                 | Дисципліна         | Class | Спуск 1 | Спуск 2 | Час     | Місце |
| ----------------------------------------- | ------------------ | ----- | ------- | ------- | ------- | ----- |
| Марк Батум ведучий: Кейд Ямамото          | швидкісний спуск   | B3    | DNF     | Н/Д     | DNF     | DNF   |
| Марк Батум ведучий: Кейд Ямамото          | супергігант        | B3    | 1:35.97 | Н/Д     | 1:35.97 | 11    |
| Марк Батум ведучий: Кейд Ямамото          | гігантський слалом | B3    | DSQ     | DSQ     | DSQ     | DSQ   |
| Марк Батум ведучий: Кейд Ямамото          | суперкомбінація    | B3    | 1:34.64 | 53.00   | 2:27.64 | 7     |
| Кевін Бартон ведучий: Брендон Паввел-Ешбі | швидкісний спуск   | B2    | 1:31.35 | Н/Д     | 1:31.35 | 7     |
| Кевін Бартон ведучий: Брендон Паввел-Ешбі | супергігант        | B2    | 1:32.42 | Н/Д     | 1:32.42 | 9     |
| Кевін Бартон ведучий: Брендон Паввел-Ешбі | слалом             | B2    | 54.18   | DNF     | DNF     | DNF   |
| Кевін Бартон ведучий: Брендон Паввел-Ешбі | суперкомбінація    | B2    | 1:31.13 | 51.23   | 2:22.36 | 5     |

Жінки
Сидячи
| Спортсмен    | Дисципліна         | Class  | Спуск 1 | Спуск 2 | Разом   | Разом |
| Спортсмен    | Дисципліна         | Class  | Спуск 1 | Спуск 2 | Час     | Місце |
| ------------ | ------------------ | ------ | ------- | ------- | ------- | ----- |
| Лорі Стефенс | швидкісний спуск   | LW12-1 | 1:35.80 | Н/Д     | 1:35.80 | 3     |
| Лорі Стефенс | супергігант        | LW12-1 | 1:36.98 | Н/Д     | 1:36.98 | 5     |
| Лорі Стефенс | гігантський слалом | LW12-1 | 1:18.92 | 1:12.93 | 2:31.85 | 7     |
| Лорі Стефенс | слалом             | LW12-1 | 1:08.89 | 1:06.33 | 2:15.22 | 5     |
| Лорі Стефенс | суперкомбінація    | LW12-1 | 1:33.06 | 1:02.68 | 2:35.74 | 4     |

Стоячи
| Спортсмен       | Дисципліна         | Class   | Спуск 1 | Спуск 2 | Разом   | Разом |
| Спортсмен       | Дисципліна         | Class   | Спуск 1 | Спуск 2 | Час     | Місце |
| --------------- | ------------------ | ------- | ------- | ------- | ------- | ----- |
| Стефані Джаллен | швидкісний спуск   | LW9-1   | 1:40.64 | Н/Д     | 1:40.64 | 8     |
| Стефані Джаллен | супергігант        | LW9-1   | 1:44.30 | Н/Д     | 1:44.30 | 10    |
| Стефані Джаллен | гігантський слалом | LW9-1   | 1:21.26 | 1:16.17 | 2:37.43 | 10    |
| Стефані Джаллен | слалом             | LW9-1   | DNF     | DNF     | DNF     | DNF   |
| Стефані Джаллен | суперкомбінація    | LW9-1   | 1:40.40 | 57.35   | 2:37.75 | 5     |
| Еллі Канкел     | швидкісний спуск   | LW6/8-2 | DNF     | Н/Д     | DNF     | DNF   |
| Еллі Канкел     | супергігант        | LW6/8-2 | 1:40.74 | Н/Д     | 1:40.74 | 7     |
| Еллі Канкел     | гігантський слалом | LW6/8-2 | 1:17.86 | 1:16.72 | 2:34,58 | 8     |
| Еллі Канкел     | слалом             | LW6/8-2 | DSQ     | DSQ     | DSQ     | DSQ   |
| Еллі Канкел     | суперкомбінація    | LW6/8-2 | 1:40.68 | DNF     | DNF     | DNF   |
| Мелані Шварц    | швидкісний спуск   | LW2     | 1:39.38 | Н/Д     | 1:39.38 | 7     |
| Мелані Шварц    | супергігант        | LW2     | 1:42.77 | Н/Д     | 1:42.77 | 8     |
| Мелані Шварц    | слалом             | LW2     | 1:11.72 | 1:13.66 | 2:25.38 | 11    |
| Мелані Шварц    | суперкомбінація    | LW2     | 1:39.78 | 1:09,54 | 2:49.32 | 8     |

З вадами зору
| Спортсмен                             | Дисципліна         | Class   | Спуск 1 | Спуск 2 | Разом   | Разом |
| Спортсмен                             | Дисципліна         | Class   | Спуск 1 | Спуск 2 | Час     | Місце |
| ------------------------------------- | ------------------ | ------- | ------- | ------- | ------- | ----- |
| Стейсі Маннела ведучий: Сейді Де Баун |                    |         |         |         |         |       |
| супергігант                           | B3                 | 1:44.25 | Н/Д     | 1:44.25 | 10      |       |
| гігантський слалом                    | B3                 | 1:21.78 | 1:18.23 | 2:40.01 | 10      |       |
| слалом                                | B3                 | 1:04.33 | 1:02.80 | 2:07.13 | 9       |       |
| суперкомбінація                       | B3                 | DNF     | DNF     | DNF     | DNF     |       |
| Данель Умстід ведучий: роб Умстід     | швидкісний спуск   | B2      | DNF     | Н/Д     | DNF     | DNF   |
| Данель Умстід ведучий: роб Умстід     | супергігант        | B2      | 1:38.91 | Н/Д     | 1:38.91 | 6     |
| Данель Умстід ведучий: роб Умстід     | гігантський слалом | B2      | 1:19.36 | 1:17.93 | 2:37.29 | 8     |
| Данель Умстід ведучий: роб Умстід     | слалом             | B2      | DSQ     | DSQ     | DSQ     | DSQ   |
| Данель Умстід ведучий: роб Умстід     | суперкомбінація    | B2      | 1:37.70 | 1:01.83 | 2:39,53 | 8     |

## Керлінг на візках
Підсумкова таблиця
| Команда                                                   | Дисципліна | Груповий турнір    | Груповий турнір    | Груповий турнір    | Груповий турнір    | Груповий турнір                       | Груповий турнір    | Груповий турнір    | Груповий турнір    | Груповий турнір    | Груповий турнір    | Груповий турнір    | Груповий турнір | Тайбрейк           | Півфінал           | Фінал              | Фінал      |
| Команда                                                   | Дисципліна | Суперник Результат | Суперник Результат | Суперник Результат | Суперник Результат | Суперник Результат                    | Суперник Результат | Суперник Результат | Суперник Результат | Суперник Результат | Суперник Результат | Суперник Результат | Місце           | Суперник Результат | Суперник Результат | Суперник Результат | Місце      |
| --------------------------------------------------------- | ---------- | ------------------ | ------------------ | ------------------ | ------------------ | ------------------------------------- | ------------------ | ------------------ | ------------------ | ------------------ | ------------------ | ------------------ | --------------- | ------------------ | ------------------ | ------------------ | ---------- |
| Кірк Блек Стів Емт Джастін Маршалл Пенні Грілі Меган Ліно | Змішані    | KOR L 3–8          | GER L 4–6          | SWE W 10–2         | FIN L 5–8          | Незалежні паралімпійські атлети L 4–6 | CHN L 4–6          | CAN L 5–6          | SUI L 4–7          | GBR W 9–3          | NOR L 4–5          | SVK L 6–7          | 12              | не пройшли         | не пройшли         | не пройшли         | не пройшли |

### Груповий турнір
Турнірна таблиця
| Key | Key                            |
| --- | ------------------------------ |
|     | Команди, що увійшли в плей-офф |

| Поз. | Країна                          | Скіп                 | В | П | ВЕ | ПЕ |
| ---- | ------------------------------- | -------------------- | - | - | -- | -- |
| 1    | Південна Корея                  | Сео Сун-Сок          | 9 | 2 | 65 | 51 |
| 2    | Канада                          | Марк Ідесон          | 9 | 2 | 74 | 45 |
| 3    | Китай                           | Ванг Гайтао          | 9 | 2 | 85 | 42 |
| 4    | Норвегія                        | Руне Лорентсен       | 7 | 4 | 55 | 57 |
| 5    | Незалежні паралімпійські атлети | Констянтин Курохтін  | 5 | 6 | 61 | 63 |
| 6    | Швейцарія                       | Фелікс Вагнер        | 5 | 6 | 56 | 63 |
| 7    | Велика Британія                 | Айлін Нейльсон       | 5 | 6 | 57 | 53 |
| 8    | Німеччина                       | Христіан Пуціх       | 5 | 6 | 57 | 68 |
| 9    | Словаччина                      | Радослав Джурич      | 4 | 7 | 62 | 72 |
| 10   | Швеція                          | Вілйо Петерссон Даль | 4 | 7 | 47 | 66 |
| 11   | Фінляндія                       | Сарі Кар'ялайнен     | 2 | 9 | 53 | 87 |
| 12   | США                             | Кірк Блек            | 2 | 9 | 58 | 63 |

Зіграні поєдинки
Сесія 1
субота, 10 березня, 14:35
| Майданчик C          | 1 | 2 | 3 | 4 | 5 | 6 | 7 | 8 | Загалом |
| США (Блек)           | 0 | 0 | 0 | 1 | 0 | 0 | 2 | X | 3       |
| Південна Корея (Сео) | 0 | 1 | 1 | 0 | 4 | 1 | 0 | X | 8       |

Сесія 3
Неділя, 11 березня, 9:35
| Майданчик B        | 1 | 2 | 3 | 4 | 5 | 6 | 7 | 8 | Загалом |
| США (Блек)         | 0 | 3 | 0 | 0 | 0 | 0 | 0 | X | 4       |
| Німеччина (Путціх) | 0 | 0 | 2 | 2 | 1 | 1 | 0 | X | 6       |

Сесія 5
неділя, 11 березня, 19:35
| Майданчик D             | 1 | 2 | 3 | 4 | 5 | 6 | 7 | 8 | Загалом |
| США (Блек)              | 2 | 2 | 1 | 1 | 0 | 2 | 2 | X | 10      |
| Швеція (Петерссон Даль) | 0 | 0 | 0 | 0 | 2 | 0 | 0 | X | 2       |

Сесія 7
понеділок, 12 березня, 14:35
| Майданчик C             | 1 | 2 | 3 | 4 | 5 | 6 | 7 | 8 | Загалом |
| Фінляндія (Кар'ялайнен) | 0 | 0 | 4 | 0 | 1 | 0 | 1 | 2 | 8       |
| США (Блек)              | 1 | 1 | 0 | 2 | 0 | 1 | 0 | 0 | 5       |

Сесія 8
понеділок, 12 березня, 19:35
| Майданчик B                                | 1 | 2 | 3 | 4 | 5 | 6 | 7 | 8 | Загалом |
| Незалежні паралімпійські атлети (Курохтін) | 1 | 1 | 1 | 1 | 1 | 0 | 0 | 1 | 6       |
| США (Блек)                                 | 0 | 0 | 0 | 0 | 0 | 3 | 1 | 0 | 4       |

Сесія 10
вівторок, 13 березня, 14:35
| Майданчик A  | 1 | 2 | 3 | 4 | 5 | 6 | 7 | 8 | Загалом |
| США (Блек)   | 0 | 1 | 1 | 0 | 1 | 0 | 1 | 0 | 4       |
| Китай (Ванг) | 1 | 0 | 0 | 1 | 0 | 2 | 0 | 2 | 6       |

Сесія 11
вівторок, 13 березня, 19:35
| Майданчик B     | 1 | 2 | 3 | 4 | 5 | 6 | 7 | 8 | 9 | Загалом |
| Канада (Ідесон) | 0 | 0 | 1 | 1 | 1 | 1 | 0 | 1 | 1 | 6       |
| США (Блек)      | 2 | 1 | 0 | 0 | 0 | 0 | 2 | 0 | 0 | 5       |

Сесія 12
середа, 14 березня, 9:35'
| Майданчик D        | 1 | 2 | 3 | 4 | 5 | 6 | 7 | 8 | Загалом |
| Швейцарія (Вагнер) | 0 | 2 | 1 | 0 | 1 | 0 | 1 | 2 | 7       |
| США (Блек)         | 1 | 0 | 0 | 1 | 0 | 2 | 0 | 0 | 4       |

Сесія 13
середа, 14 березня, 14:35
| Майданчик A               | 1 | 2 | 3 | 4 | 5 | 6 | 7 | 8 | Загалом |
| Велика Британія (Нейлсон) | 0 | 1 | 0 | 0 | 1 | 0 | 1 | X | 3       |
| США (Блек)                | 1 | 0 | 3 | 2 | 0 | 3 | 0 | X | 9       |

Сесія 15
четвер, 15 березня, 09:35
| Майданчик C          | 1 | 2 | 3 | 4 | 5 | 6 | 7 | 8 | Загалом |
| США (Блек)           | 0 | 1 | 1 | 0 | 0 | 2 | 0 | 0 | 4       |
| Норвегія (Лорентсен) | 1 | 0 | 0 | 2 | 1 | 0 | 0 | 1 | 5       |

Сесія 17
четвер, 15 березня, 19:35
| Майданчик D         | 1 | 2 | 3 | 4 | 5 | 6 | 7 | 8 | Загалом |
| США (Блек)          | 1 | 0 | 2 | 0 | 1 | 0 | 2 | 0 | 6       |
| Словаччина (Джурич) | 0 | 1 | 0 | 3 | 0 | 1 | 0 | 2 | 7       |

## Лижні перегони
Чоловіки
Сидячи
| Спортсмен       | Дисципліна | Class  | Фактор | Час     | Розрахунковий час | Місце |
| --------------- | ---------- | ------ | ------ | ------- | ----------------- | ----- |
| Даніель Кноссен | 15 км      | LW12   | 100 %  | 42:20.7 | 42:20.7           | 2     |
| Даніель Кноссен | 1,5 км     |        |        |         |                   | 3     |
| Шон Галстід     | 15 км      | LW11,5 | 96 %   | 50:39.6 | 48:38.0           | 22    |
| Ендрю Соул      | 15 км      | LW12   | 100 %  | 44:36.9 | 44:36.9           | 11    |
| Ендрю Соул      | 1,5 км     |        |        |         |                   | 1     |

З вадами зору
| Спортсмен                                 | Дисципліна   | Class | Фактор | Час     | Час     | Розрахунковий час | Розрахунковий час | Місце | Місце |
| ----------------------------------------- | ------------ | ----- | ------ | ------- | ------- | ----------------- | ----------------- | ----- | ----- |
| Джейк Адікофф ведучий: Сав'єр Кессельгейм | 20 км 1,5 км | B3    | 100 %  | 49:43.0 | 49:43.0 | 49:43.0           | 49:43.0           | 5     | 5     |
| Джейк Адікофф ведучий: Сав'єр Кессельгейм | 20 км 1,5 км | B3    | 100 %  | Посів   | Посів   | Півфінал          | Півфінал          | Фінал | Фінал |
| Джейк Адікофф ведучий: Сав'єр Кессельгейм | 20 км 1,5 км | B3    | 100 %  | Час     | Місце   | Час               | Місце             | Час   | Місце |
| Джейк Адікофф ведучий: Сав'єр Кессельгейм | 20 км 1,5 км | B3    | 100 %  | 3:42.13 | 3       | 4:10.3            | 2                 | RAL   | RAL   |

Жінки
Сидячи
| Спортсмен      | Дисципліна       | Class  | Фактор | Час     | Час     | Розрахунковий час | Розрахунковий час | Місце  | Місце |
| -------------- | ---------------- | ------ | ------ | ------- | ------- | ----------------- | ----------------- | ------ | ----- |
| Кендал Гретш   | 12 км            | LW11,5 | 96 %   | 39:51.6 | 39:51.6 | 38:15.9           | 38:15.9           | 1      | 1     |
| Оксана Мастерс | 12 км 5км 1,5 км | LW12   | 100 %  | 39:04.9 | 39:04.9 | 39:04.9           | 39:04.9           | 3      | 3     |
| Оксана Мастерс | 12 км 5км 1,5 км | LW12   | 100 %  | 16:42.0 | 16:42.0 | 16.42.0           | 16.42.0           | 1      | 1     |
| Оксана Мастерс | 12 км 5км 1,5 км | LW12   | 100 %  | Посів   | Посів   | Півфінал          | Півфінал          | Фінал  | Фінал |
| Оксана Мастерс | 12 км 5км 1,5 км | LW12   | 100 %  | Час     | Місце   | Час               | Місце             | Час    | Місце |
| Оксана Мастерс | 12 км 5км 1,5 км | LW12   | 100 %  | 3:29.86 | 1       | 4:24.3            | 1                 | 4:06.7 | 1     |

Стоячи
| Спортсмен    | Дисципліна | Клас | Фактор | Час       | Розрахунковий час | Місце |
| ------------ | ---------- | ---- | ------ | --------- | ----------------- | ----- |
| Грейс Міллер | 15 км      | LW8  | 96 %   | 1:11:43.6 | 1:08:51,5         | 10    |

З вадами зору
| Спортсмен                                   | Дисципліна | Class | Фактор | Час       | Розрахунковий час | Місце |
| ------------------------------------------- | ---------- | ----- | ------ | --------- | ----------------- | ----- |
| Міа Зуттер ведучий: Крістіна Трюгстад-Саарі | 15 км      | B3    | 100 %  | 1:02:20.2 | 1:02:20.2         | 8     |

## Следж-хокей
Склад команди
Головний тренер: Гай Госселін

Помічник тренера: Девід Гофф,
| Номер | Позиція | Спортсмен         | Зріст                  | Вага             | Дата народження  | Рідне місто                 | Команда 2017–18     |
| ----- | ------- | ----------------- | ---------------------- | ---------------- | ---------------- | --------------------------- | ------------------- |
| 3     | D       | Ральф Деквебек    | 5 фут 10 дюйм (178 см) | 185 фунт (84 кг) | 24 березня 1983  | San Pedro, California       | Colorado Avalanche  |
| 4     | F       | Броуді Ройбол     | 3 фут 1 дюйм (94 см)   | 120 фунт (54 кг) | 25 травня 1998   | Northlake, Illinois         | Chicago Blackhawk   |
| 5     | D       | Білл Ганнінг мол. | 5 фут 10 дюйм (178 см) | 160 фунт (73 кг) | 18 квітня 1985   | High Ridge, Missouri        | St. Louis Blues     |
| 8     | F       | Джек Воллас       | 6 фут 4 дюйм (193 см)  | 210 фунт (95 кг) | 24 червня 1998   | FМісцеlin Lakes, New Jersey | NJ вільним стилемze |
| 9     | F       | Додсон Травсіс    | 4 фут 0 дюйм (122 см)  | 150 фунт (68 кг) | 14 жовтня 1985   | Deming, New Mexico          | Chicago Blackhawks  |
| 11    | D       | Тайлер Керрон     | 6 фут 0 дюйм (183 см)  | 165 фунт (75 кг) | 5 листопада 1989 | Fort Collins, Colorado      | Colorado Avalanche  |
| 13    | D       | Люк Макдермотт    | 5 фут 7 дюйм (170 см)  | 155 фунт (70 кг) | 1 вересня 1987   | Westerlo, New York          | Buffalo Sabres      |
| 15    | D       | Нікко Ландерос    | 6 фут 1 дюйм (185 см)  | 185 фунт (84 кг) | 28 квітня 1980   | Johnstown, Colorado         | Colorado Avalanche  |
| 16    | F       | Деклан Фермер     | 6 фут 0 дюйм (183 см)  | 135 фунт (61 кг) | 5 листопада 1997 | Tampa, Florida              | Tampa Bay Lightning |
| 20    | F       | Адам Пейдж        | 5 фут 6 дюйм (168 см)  | 170 фунт (77 кг) | 10 березня 1992  | Lancaster, New York         | Buffalo Sabres      |
| 22    | F       | Ноа Гров          | 5 фут 8 дюйм (173 см)  | 135 фунт (61 кг) | 1 травня 1999    | Frederick, Maryland         | Boston Bruins       |
| 23    | F       | Ріко Роман        | 5 фут 9 дюйм (175 см)  | 180 фунт (82 кг) | 4 лютого 1981    | Portland, Oregon            | Colorado Avalanche  |
| 24    | F       | Джош Місевіч      | 6 фут 0 дюйм (183 см)  | 170 фунт (77 кг) | 25 червня 1988   | La Grange, Illinois         | Chicago Blackhawks  |
| 27    | D       | Джош Полс         | 5 фут 8 дюйм (173 см)  | 135 фунт (61 кг) | 31 грудня 1992   | Green Brook, New Jersey     | St. Louis Blues     |
| 32    | G       | Джен Лі           | 6 фут 2 дюйм (188 см)  | 190 фунт (86 кг) | 26 липня 1986    | San Francisco, California   | Chicago Blackhawks  |
| 34    | G       | Стів Кеш          | 5 фут 7 дюйм (170 см)  | 150 фунт (68 кг) | 9 травня 1989    | Overland, Missouri          | St. Louis Blues     |
| 88    | F       | Кевін Маккі       | 4 фут 7 дюйм (140 см)  | 115 фунт (52 кг) | 11 лютого 1990   | Chicago, Illinois           | Chicago Blackhawks  |

Підсумкова таблиця
Ключі:
- OT — Овертайм
- GWS — Овертайм з пенальті

| Команда     | Груповий райнд     | Груповий райнд     | Груповий райнд       | Груповий райнд | Півфінал           | Фінал              | Фінал |
| Команда     | Суперник Результат | Суперник Результат | Суперник Результат   | Місце          | Суперник Результат | Суперник Результат | Місце |
| ----------- | ------------------ | ------------------ | -------------------- | -------------- | ------------------ | ------------------ | ----- |
| Команда США | Японія W 10–0      | Чехія W 10–0       | Південна Корея W 8–0 | 1 QS           | Італія W 10–1      | Канада W 2–1       | 1     |

### Груповий турнір
Турнірна таблиця
| Поз | Команда            | М | В | ВО | ПО | П | ГЗ | ГП | Різ | О | Кваліфікація          |
| --- | ------------------ | - | - | -- | -- | - | -- | -- | --- | - | --------------------- |
| 1   | США                | 3 | 3 | 0  | 0  | 0 | 28 | 0  | +28 | 9 | Півфінали             |
| 2   | Південна Корея (H) | 3 | 1 | 1  | 0  | 1 | 7  | 11 | −4  | 5 | Півфінали             |
| 3   | Чехія              | 3 | 1 | 0  | 1  | 1 | 5  | 13 | −8  | 4 | Поєдинки за 5-8 місця |
| 4   | Японія             | 3 | 0 | 0  | 0  | 3 | 1  | 17 | −16 | 0 | Поєдинки за 5-8 місця |

Поєдинки
| 11 березня 2018 12:00 | США | 10–0 (3–0, 6–0, 1–0) | Японія | Хокейний центр Каннин 5,435 глядачів |

| звіт | звіт                                                       | звіт     | звіт                               | звіт                                                        |
| --- | ---------------------------------------------------------- | -------- | ---------------------------------- | ----------------------------------------------------------- |
| |                                                            |          |                                    |                                                             |
| | Jen Lee                                                    | Воротарі | Shinobu Fukushima Kazuya Mochizuki | суддя: Kristijan Nikolic Лінійні Судді: Matt Clark Han Youl |
| | голи:                                                      |          |                                    | суддя: Kristijan Nikolic Лінійні Судді: Matt Clark Han Youl |
| McKee (Landeros) — 01:01 / Roybal (Misiewicz) — 04:34 / Grove (Farmer, DeQuebec) — 12:26 / Landeros (Roybal, Farmer) (PP) — 20:25 / Farmer — 20:55 / McDermott (Page, DeQuebec) — 23:20 / Roman (Page, Pauls) — 23:54 / Roybal (Misiewicz) — 24:02 / Roybal (McKee, Misiewicz) — 24:49 / Wallace (Farmer, Pauls) — 38:25 | 1–0 / 2–0 / 3–0 / 4–0 / 5–0 / 6–0 / 7–0 / 8–0 / 9–0 / 10–0 |          |                                    | суддя: Kristijan Nikolic Лінійні Судді: Matt Clark Han Youl |
| |                                                            |          |                                    | суддя: Kristijan Nikolic Лінійні Судді: Matt Clark Han Youl |
| |                                                            |          |                                    | суддя: Kristijan Nikolic Лінійні Судді: Matt Clark Han Youl |
| |                                                            |          |                                    | суддя: Kristijan Nikolic Лінійні Судді: Matt Clark Han Youl |
| 2 хв | Штраф                                                      | 4 хв     |                                    | суддя: Kristijan Nikolic Лінійні Судді: Matt Clark Han Youl |
| |                                                            |          |                                    |                                                             |
| | 24                                                         | кидки    | 2                                  |                                                             |

| 12 березня 2018 12:00 | США | 10–0 (3–0, 7–0, 0–0) | Чехія | Хокейний центр Каннин 5,709 глядачів |

| звіт | звіт                                                       | звіт     | звіт          | звіт                                                                 |
| --- | ---------------------------------------------------------- | -------- | ------------- | -------------------------------------------------------------------- |
| |                                                            |          |               |                                                                      |
| | Steve Cash                                                 | Воротарі | Martin Kuděla | суддя: Owe Lüthcke Лінійні Судді: Matthew Fergenbaum David Nothegger |
| | голи:                                                      |          |               | суддя: Owe Lüthcke Лінійні Судді: Matthew Fergenbaum David Nothegger |
| Roybal (Landeros) — 01:04 / Farmer (Wallace, Page) — 08:17 / Farmer (McKee, Pauls) (PP) — 12:05 / Farmer (Page, Wallace) (PP) — 18:39 / Wallace (Farmer, Page) — 21:45 / Roybal (Misiewicz, McKee) — 24:46 / Dodson (Hanning) — 27:21 / Farmer (Landeros, Carron) (PP) — 28:22 / Roybal (Misiewicz) — 28:47 / Dodson (Landeros) — 29:42 | 1–0 / 2–0 / 3–0 / 4–0 / 5–0 / 6–0 / 7–0 / 8–0 / 9–0 / 10–0 |          |               | суддя: Owe Lüthcke Лінійні Судді: Matthew Fergenbaum David Nothegger |
| |                                                            |          |               | суддя: Owe Lüthcke Лінійні Судді: Matthew Fergenbaum David Nothegger |
| |                                                            |          |               | суддя: Owe Lüthcke Лінійні Судді: Matthew Fergenbaum David Nothegger |
| |                                                            |          |               | суддя: Owe Lüthcke Лінійні Судді: Matthew Fergenbaum David Nothegger |
| 4 хв | Штраф                                                      | 8 хв     |               | суддя: Owe Lüthcke Лінійні Судді: Matthew Fergenbaum David Nothegger |
| |                                                            |          |               |                                                                      |
| | 31                                                         | кидки    | 13            |                                                                      |

| 13 березня 2018 12:00 | США | 8–0 (6–0, 0–0, 2–0) | Південна Корея | Хокейний центр Каннин 6,588 глядачів |

| звіт | звіт                                          | звіт     | звіт                      | звіт                                                               |
| --- | --------------------------------------------- | -------- | ------------------------- | ------------------------------------------------------------------ |
| |                                               |          |                           |                                                                    |
| | Steve Cash                                    | Воротарі | Yu Man-gyun Lee Jae-woong | суддя: Kevin Webinger Лінійні Судді: Matt Clark Matthew Fergenbaum |
| | голи:                                         |          |                           | суддя: Kevin Webinger Лінійні Судді: Matt Clark Matthew Fergenbaum |
| Roybal (Farmer, Landeros) (PP) — 04:51 / Farmer (Wallace, DeQuebec) — 06:40 / Misiewicz (Pauls, Landeros) (PP) — 08:09 / Misiewicz (McKee, Roybal) — 09:57 / Farmer (Roybal) (SH) — 12:27 / Farmer (Roybal, Carron) (SH)– 13:37 / Dodson (Carron, Roman) — 33:36 / Roybal (McKee) — 40:07 | 1–0 / 2–0 / 3–0 / 4–0 / 5–0 / 6–0 / 7–0 / 8–0 |          |                           | суддя: Kevin Webinger Лінійні Судді: Matt Clark Matthew Fergenbaum |
| |                                               |          |                           | суддя: Kevin Webinger Лінійні Судді: Matt Clark Matthew Fergenbaum |
| |                                               |          |                           | суддя: Kevin Webinger Лінійні Судді: Matt Clark Matthew Fergenbaum |
| |                                               |          |                           | суддя: Kevin Webinger Лінійні Судді: Matt Clark Matthew Fergenbaum |
| 8 хв | Штраф                                         | 12 хв    |                           | суддя: Kevin Webinger Лінійні Судді: Matt Clark Matthew Fergenbaum |
| |                                               |          |                           |                                                                    |
| | 24                                            | кидки    | 4                         |                                                                    |

### Півфінал
| 15 березня 2018 20:00 | США | 10–1 (5–0, 3–0, 2–1) | Італія | Хокейний центр Каннин 4,889 глядачів |

| звіт | звіт                                                             | звіт                           | звіт                               | звіт                                                           |
| --- | ---------------------------------------------------------------- | ------------------------------ | ---------------------------------- | -------------------------------------------------------------- |
| |                                                                  |                                |                                    |                                                                |
| | Steve Cash Jen Lee                                               | Воротарі                       | Gabriele Araudo Santino Stillitano | суддя: Kevin Webinger Лінійні Судді: Chae Young-jin Matt Clark |
| | голи:                                                            |                                |                                    | суддя: Kevin Webinger Лінійні Судді: Chae Young-jin Matt Clark |
| Grove (Landeros) — 03:23 / Misiewicz (Pauls, Roybal) — 03:58 / Roybal (Pauls, Misiewicz) — 04:09 / Landeros (PP) — 13:50 / McDermott (Grove) — 14:56 / Roybal (Misiewicz) (PP) — 22:52 / Landeros (Carron, Farmer) — 23:35 / Farmer (Page, Pauls) — 27:44 / McKee (Grove, Page) — 33:32 / Landeros (Roybal, Hanning) (PP) — 42:03 | 1–0 / 2–0 / 3–0 / 4–0 / 5–0 / 6–0 / 7–0 / 8–0 / 9–0 / 9–1 / 10–1 | 38:30 — Corvino (Depaoli) (PP) |                                    | суддя: Kevin Webinger Лінійні Судді: Chae Young-jin Matt Clark |
| |                                                                  |                                |                                    | суддя: Kevin Webinger Лінійні Судді: Chae Young-jin Matt Clark |
| |                                                                  |                                |                                    | суддя: Kevin Webinger Лінійні Судді: Chae Young-jin Matt Clark |
| |                                                                  |                                |                                    | суддя: Kevin Webinger Лінійні Судді: Chae Young-jin Matt Clark |
| 16 хв | Штраф                                                            | 14 хв                          |                                    | суддя: Kevin Webinger Лінійні Судді: Chae Young-jin Matt Clark |
| |                                                                  |                                |                                    |                                                                |
| | 33                                                               | кидки                          | 4                                  |                                                                |

### Фінал
| 18 березня 2018 12:00 | Канада | 1–2 (1–0, 0–0, 0–1) (OT: 0–1) | США | Хокейний центр Каннин 6,096 глядачів |

| звіт                              | звіт             | звіт                                                         | звіт       | звіт                                                                   |
| --------------------------------- | ---------------- | ------------------------------------------------------------ | ---------- | ---------------------------------------------------------------------- |
|                                   |                  |                                                              |            |                                                                        |
|                                   | Dominic Larocque | Воротарі                                                     | Steve Cash | суддя: Kristijan Nikolic Лінійні Судді: Andreas Lundén David Nothegger |
|                                   | голи:            |                                                              |            | суддя: Kristijan Nikolic Лінійні Судді: Andreas Lundén David Nothegger |
| Bridges (Delaney, Hickey) — 12:06 | 1–0 / 1–1 / 1–2  | 44:22 — Farmer (McKee, Roybal) (EA) / 48:30 — Farmer (Pauls) |            | суддя: Kristijan Nikolic Лінійні Судді: Andreas Lundén David Nothegger |
|                                   |                  |                                                              |            | суддя: Kristijan Nikolic Лінійні Судді: Andreas Lundén David Nothegger |
|                                   |                  |                                                              |            | суддя: Kristijan Nikolic Лінійні Судді: Andreas Lundén David Nothegger |
|                                   |                  |                                                              |            | суддя: Kristijan Nikolic Лінійні Судді: Andreas Lundén David Nothegger |
| 4 хв                              | Штраф            | 2 хв                                                         |            | суддя: Kristijan Nikolic Лінійні Судді: Andreas Lundén David Nothegger |
|                                   |                  |                                                              |            |                                                                        |
|                                   | 12               | кидки                                                        | 16         |                                                                        |

## Сноубординг
Сноуборд-крос
Чоловіки
| Спортсмен     | Дисципліна            | Посів   | Посів   | Посів   | Посів   | Посів     | Посів | 1/8 фіналу | Чвертьфінал | Півфінал   | Фінал      | Фінал      |
| Спортсмен     | Дисципліна            | Спуск 1 | Спуск 1 | Спуск 2 | Спуск 2 | Найкращий | Місце | 1/8 фіналу | Чвертьфінал | Півфінал   | Фінал      | Фінал      |
| Спортсмен     | Дисципліна            | Час     | Місце   | Час     | Місце   | Найкращий | Місце | Позиція    | Позиція     | Позиція    | Позиція    | Місце      |
| ------------- | --------------------- | ------- | ------- | ------- | ------- | --------- | ----- | ---------- | ----------- | ---------- | ---------- | ---------- |
| Ноа Елліот    | сноуборд-крос, SB-LL1 | 1:00.73 | 1       | Н/Д     | Н/Д     | 1:00.73   | 1 Q   | 1          | 1           | 2          | 1          | 3          |
| Марк Манн     | сноуборд-крос, SB-LL1 | 1:04,58 | 4       | Н/Д     | Н/Д     | 1:04,58   | 4 q   | 1          | 2           | не пройшов | не пройшов | не пройшов |
| Майк Шульц    | сноуборд-крос, SB-LL1 | 1:04.73 | 5       | Н/Д     | Н/Д     | 1:04.73   | 5 q   | 1          | 1           | 1          | 1          | 1          |
| Кайт Гейбел   | сноуборд-крос, SB-LL2 | 59.02   | 4       | 1:00,55 | 4       | 59.02     | 4 Q   | 1          | 1           | 1          | 2          | 2          |
| Майк Ші       | сноуборд-крос, SB-LL2 | 58.93   | 3       | 58.97   | 1       | 58.93     | 3 Q   | 1          | 2           | не пройшов | не пройшов | не пройшов |
| Еван Стронг   | сноуборд-крос, SB-LL2 | 1:01.38 | 7       | 59.40   | 3       | 59.40     | 6 Q   | 1          | 1           | 2          | 2          | 4          |
| Майк Мінор    | сноуборд-крос, SB-UL  | 1:00.12 | 1       | 1:02.11 | 3       | 1:00.12   | 1 Q   | 1          | 1           | 2          | 1          | 3          |
| Джеймс Сайдс  | сноуборд-крос, SB-UL  | 1:06.60 | 12      | 1:06.47 | 13      | 1:06.47   | 15 Q  | 2          | не пройшов  | не пройшов | не пройшов | не пройшов |
| Мішель Спайві | сноуборд-крос, SB-UL  | 1:08.87 | 16      | 1:08.33 | 16      | 1:08.33   | 18    | не пройшов | не пройшов  | не пройшов | не пройшов | не пройшов |

Жінки
| Спортсмен      | Дисципліна            | Посів   | Посів   | Посів   | Посів   | Посів     | Посів | 1/8 фіналу | Чвертьфінал | Півфінал   | Фінал      | Фінал |
| Спортсмен      | Дисципліна            | Спуск 1 | Спуск 1 | Спуск 2 | Спуск 2 | Найкращий | Місце | 1/8 фіналу | Чвертьфінал | Півфінал   | Фінал      | Фінал |
| Спортсмен      | Дисципліна            | Час     | Місце   | Час     | Місце   | Найкращий | Місце | Позиція    | Позиція     | Позиція    | Позиція    | Місце |
| -------------- | --------------------- | ------- | ------- | ------- | ------- | --------- | ----- | ---------- | ----------- | ---------- | ---------- | ----- |
| Бренна Гаккабі | сноуборд-крос, SB-LL1 | 1:17.42 | 3       | 1:17.02 | 4       | 1:17.02   | 4 Q   | Н/Д        | 1           | 1          | 1          |       |
| Емі Парді      | сноуборд-крос, SB-LL1 | 1:09.64 | 1       | 1:10.41 | 2       | 1:09.64   | 2 Q   | Н/Д        | 1           | 2          | 2          |       |
| Ніколь Рунді   | сноуборд-крос, SB-LL1 | 1:22.46 | 4       | 1:17.77 | 5       | 1:17.77   | 5     | Н/Д        | не пройшла  | не пройшла | не пройшла |       |
| Бріттані Курі  | сноуборд-крос, SB-LL2 | 1:26.39 | 6       | Н/Д     | Н/Д     | 1:26.39   | 6 q   | 2          | не пройшла  | не пройшла | не пройшла |       |